# Andrew Birkin
Andrew Birkin (født 9. december 1945 i London) er en britisk forfatter, skuespiller, instruktør og producent.
Andrew Birkin var i 1968 instruktør Stanley Kubricks assistent på filmklassikeren 2001: A Space Odyssey. Han blev herefter især kendt som manuskriptforfatter og skrev manuskript til bl.a. den kritikerroste musikfilm Flame fra 1974. Filmen var instrueret af Richard Loncraine og havde det britiske glam rock-band Slade i hovedrollen. Birkin har også leveret manuskripterne til store filmsucceser som Jean-Jacques Annauds Rosens navn fra 1986 og Luc Bessons Jeanne d'Arc fra 1999; i begge film medvirkede han desuden som skuespiller. I 2006 skrev han filmen Parfumen - Historien om en morder sammen med filmens instruktør, Tom Tykwer, over Patrick Süskinds roman af sammen navn.
Andrew Birkin var manden bag BBCs tv-trilogi The Lost Boys fra 1978, hvor skuespiller Ian Holm portrætterede den skotske forfatter J.M. Barrie, der opfandt eventyret om Peter Pan. Trilogien lå til grund for Birkins senere biografi Sir J. M. Barrie and the Lost Boys (ISBN 0-09-467070-6), der udkom i 1979.
Andrew Birkin er storebror til skuespillerinden Jane Birkin, der i 1969 lavede det erotisk kontroversielle musiknummer Je t'aime... Moi non plus med sin kæreste, den franske sanger, skuespiller, instruktør og popkomponist Serge Gainsbourg.